# Cantonul Ligny-le-Châtel
Cantonul Ligny-le-Châtel este un canton din arondismentul Auxerre, departamentul Yonne, regiunea Burgundia, Franța.

## Comune
- La Chapelle-Vaupelteigne
- Lignorelles
- Ligny-le-Châtel (reședință)
- Maligny
- Méré
- Montigny-la-Resle
- Pontigny
- Rouvray
- Varennes
- Venouse
- Villeneuve-Saint-Salves
- Villy